# 입석초등학교 (충북)
입석초등학교는 대한민국 충청북도 제천시에 있었던 공립 초등학교이다.

## 학교 연혁
- 1947년 1월 25일: 송학국민학교 입석분교장 설립인가
- 1953년 9월 1일: 입석국민학교 승격
- 2021년 2월 28일: 폐교 및 송학초등학교와 통합[1]

## 참고 자료
- 입석초등학교 - 한국교육학술정보원 학교알리미